# هیندنبورگ (فیلم)
هیندنبورگ (انگلیسی: The Hindenburg) یک فیلم تکنی‌کالر آمریکایی به کارگردانی رابرت وایز است که در سال ۱۹۷۵ منتشر شد.
این فیلم دربارهٔ سانحه هیندنبورگ و وقایعی است که برای کشتی هوایی هیندنبورگ ال‌زد ۱۲۹ آلمان رخ داد.

## بازیگران
- جرج سی. اسکات
- آن بنکرافت
- ویلیام آترتون
- روی تینز
- گیگ یانگ
- بورگس مریدیت
- رالف سدان
- رنی اوبرژنوا
- پیتر دونات
- آلن اوپنهایمر
- کاترین هلموند
- جوانا مور
- استیون الیوت
- ویلیام سیلوستر